# Zofia Solarz

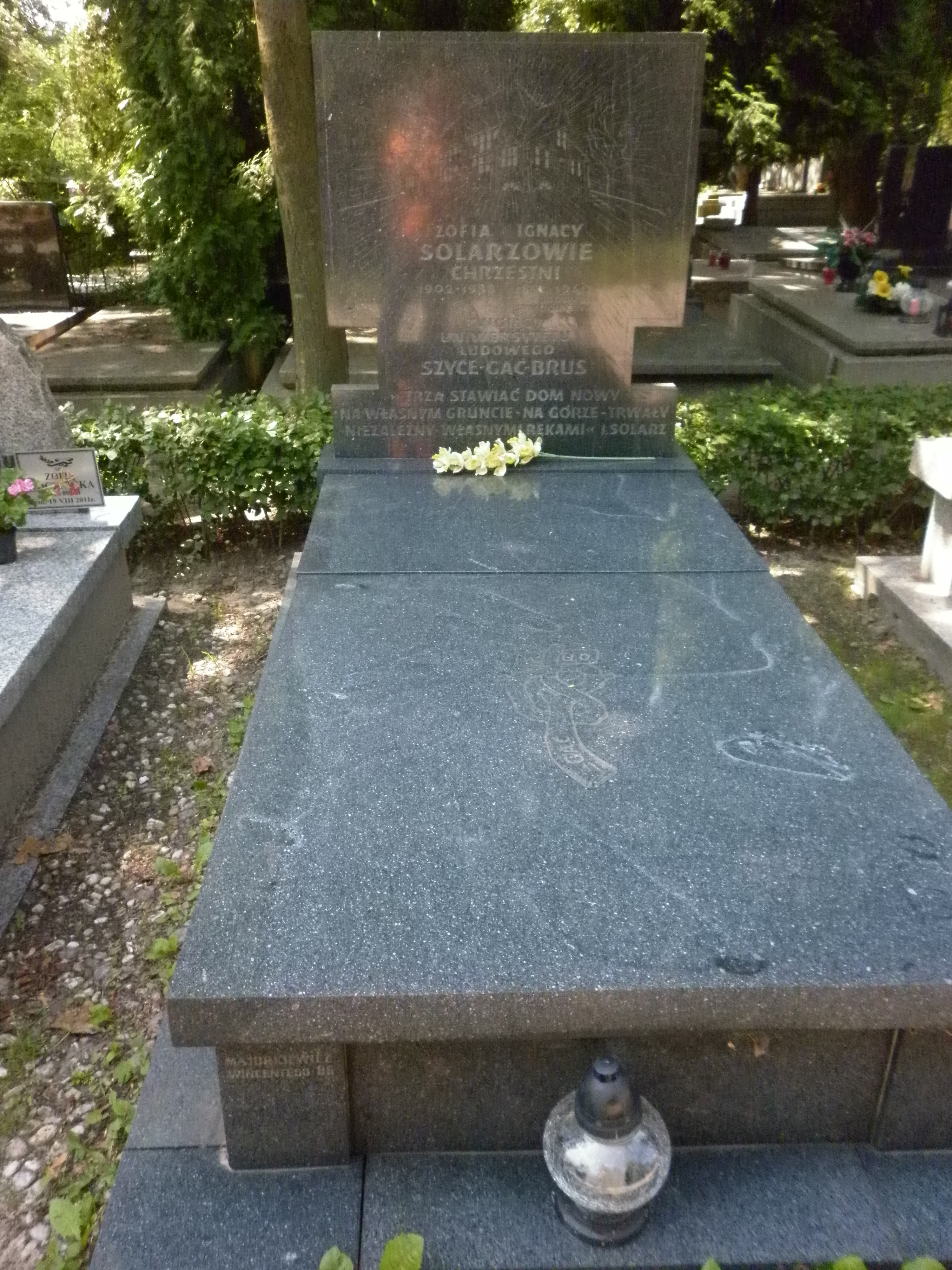
Grób Ignacego i Zofii Solarz na Cmentarzu Wojskowym na Powązkach

Zofia Solarz, ps. Chrzestna (ur. 26 stycznia?/8 lutego 1902 w Odessie, zm. 22 stycznia 1988 w Warszawie) – pedagog, instruktor teatralny, organizatorka uniwersytetów ludowych, działaczka harcerstwa i ruchu ludowego.

## Życiorys
Urodziła się 8 lutego 1902 w Odessie jako Zofia Michałowska. Mając półtora roku osierociała (została porzucona) i trafiła do majątku Miąse na Mazowszu, do ziemiańskiej rodziny Władysława i Marii Symonowiczów. Kształciła się na prywatnej pensji w Warszawie, w gimnazjum w Zakopanem, ukończyła seminarium nauczycielskie w Lublinie, studiowała na Wolnej Wszechnicy Polskiej w Warszawie. Od 1918 r. działała w harcerstwie, w 1920 wstąpiła na ochotnika do wojska. Zaangażowana przez Jadwigę Dziubińską do Żeńskiej Szkoły Rolniczej w Gołotczyźnie, pracowała tam w latach 1922–1924 jako nauczycielka. Brała udział w tworzeniu pierwszego w Polsce uniwersytetu ludowego (Wiejski Uniwersytet Ludowy w Szycach, od 1930 Wiejski Uniwersytet Orkanowy), gdzie pracowała jako wykładowca do jego zamknięcia przez władze w 1931 r. W 1925 wyszła za Ignacego Solarza, dyrektora tej placówki. W latach 1931–1939 była wychowawcą i wykładowcą w Wiejskim Uniwersytecie Orkanowym w Gaci. Po aresztowaniu w 1940 męża, poszukiwana przez gestapo, wykładała na tajnych kursach i współpracowała z redakcjami czasopism konspiracyjnych ruchu ludowego. W okresie 1944–1945 organizatorka kursów dla przedszkolanek w Handzlówce, 1945–1948 kierowniczka Uniwersytetu Ludowego w Brusie, 1948–1949 pracowała w Związku Zawodowym Pracowników „Społem” jako instruktor artystyczny przy Zarządzie Głównym, 1949–1953 w Ministerstwie Kultury i Sztuki.
Działała w Towarzystwie Uniwersytetów Ludowych. Prowadziła amatorskie teatry wiejskie i robotnicze, Zespół Pieśni i Tańca „Podhale” w Białym Dunajcu oraz Ludowy Zespół Artystyczny „PROMNI” przy Szkole Głównej Gospodarstwa Wiejskiego w Warszawie.
Autorka opowiadań, wierszy i pieśni, w tym partyzanckich (m.in. hymnu Batalionów Chłopskich).
Od 1928 członek Związku Młodzieży Wiejskiej RP, od 1931 w Stronnictwie Ludowym, od 1949 w Zjednoczonym Stronnictwie Ludowym. 
Od 1925 była żoną Ignacego Solarza, z którym miała troje dzieci: Jadwigę (1925–1930), Andrzeja (ur. 1928) i Wojciecha (ur. 1934).
Pochowana w alei zasłużonych na Cmentarzu Wojskowym na Powązkach w Warszawie (kwatera C31-tuje-3).

## Książki
- Hej, ode wsi...  (śpiewnik), Spółdzielnia Wydawnicza „Czytelnik”, Warszawa 1953
- Skalni ludzie  (opowiadania), Ludowa Spółdzielnia Wydawnicza, Warszawa 1955, wy. rozszerzone 1967
- Sami tworzymy teatr, Wydawnictwo Iskry, Warszawa 1960
- Mój pamiętnik, Ludowa Spółdzielnia Wydawnicza, Warszawa 1973
- Do niebieskich pował (śpiewnik), Wydawnictwa Spółdzielcze, Warszawa 1986
- Życie spełnione. Mój pamiętnik, Stowarzyszenie Promni, MHPRL, Warszawa 2013
- Życie spełnione. Pisma społeczne i literackie, Stowarzyszenie Promni, Warszawa 2015

## Ordery i odznaczenia
- Krzyż Komandorski Orderu Odrodzenia Polski
- Odznaka „Zasłużony Działacz Kultury”
- Odznaczenie im. Ignacego Solarza (pośmiertnie, 1988)[2]

## Upamiętnienie
- w 2008 imię Zofii Solarzowej nadano Gminnej Bibliotece Publicznej w Białym Dunajcu[3]
- imię Zofii Solarzowej nadano Zespołowi Szkół i Szkole Podstawowej w Miąsem[4]
- imię Zofii Solarzowej nadano jednej z ulic w Miąsem[5]
- nazwisko Zofii Solarz umieszczono w Panteonie Chłopów Polskich w sanktuarium w Kałkowie-Godowie[6].